# Municipalità di Cēsis
La municipalità di Cēsis (in lettone Cēsu novads) è una delle trentasei municipalità della Lettonia. È situata nel centro del Paese, nella regione storica del Vidzeme. Il capoluogo è la città di Cēsis.

## Suddivisione
La municipalità comprende 2 città (Cēsis e Līgatne) e 21 parrocchie:
- Amata
- Cēsis
- Drabeši
- Dzērbene
- Ineši
- Jaunpiebalga
- Kaive
- Liepa
- Līgatne
- Mārsnēni
- Nītaure
- Priekuļi
- Raiskums
- Skujene
- Stalbe
- Straupe
- Taurene
- Vaiv
- Vecpiebalga
- Veselava
- Zaube
- Zosēni